# Tobe M'car
Der tobe M'car bzw. Geely Panda war ein Kleinstwagen von Yulon bzw. Geely.
Für die ersten Entwicklungsschritte ab 2002 wurde der Nissan March K11 als Basis herangezogen. Schließlich wurde aber die Plattform vom chinesischen Geely Geely Merrie übernommen, der wiederum auf dem Umweg über den Tianjin Xiali ein Lizenzbau des Daihatsu Charade ist. Der Entwicklungsprozess und die Crash-Simulationen wurden überwiegend computergestützt ausgeführt, und es war der erste in China entwickelte Wagen, der beim chinesischen C-NCAP Crash-Test fünf Sterne erreichen konnte. Die äußere Gestaltung wurde als außergewöhnlich gepriesen.

## Gleagle
Der Wagen trug mit GlobalEagle Panda als erstes Modell den Namen von Geelys neuer Automobilmarke für das mittlere Preissegment.
Die Automarke „GlobalEagle“ (in Kurzschreibung: „Gleagle“) wurde vom Hersteller Geely im Jahr 2014 wieder abgeschafft, da die Einführung von vier konzerneigenen Automobilmarken nacheinander in den Jahren 1999, 2008 und darauffolgend die Kunden von Geely offensichtlich überfordert hatte und dies dem Hersteller in den Jahren 2011, 2012 und 2013 Absatzverluste bescherte.

## Beschreibung
Der Kleinstwagen mit 4 Türen und 5 Sitzplätzen hatte einen Gepäckraum von 305 Litern und wurde immer unter anderem mit Servolenkung, höhenverstellbarer Lenksäule, Radio und manuell geregelter Klimaanlage geliefert. Es gab mindestens 5 Ausstattungslinien, mit denen teilweise auch Airbags, Antiblockiersystem, Elektronisches Stabilitätsprogramm, Elektrische Fensterheber geliefert wurden. Zumindest beim tobe M'car gab es zusätzliche Sondermodelle Passion, Cool und Cool & Fun.
Je nach Motor gab es elektronische Einspritzanlagen unterschiedlicher Hersteller, zum Beispiel von Bosch oder Delphi.

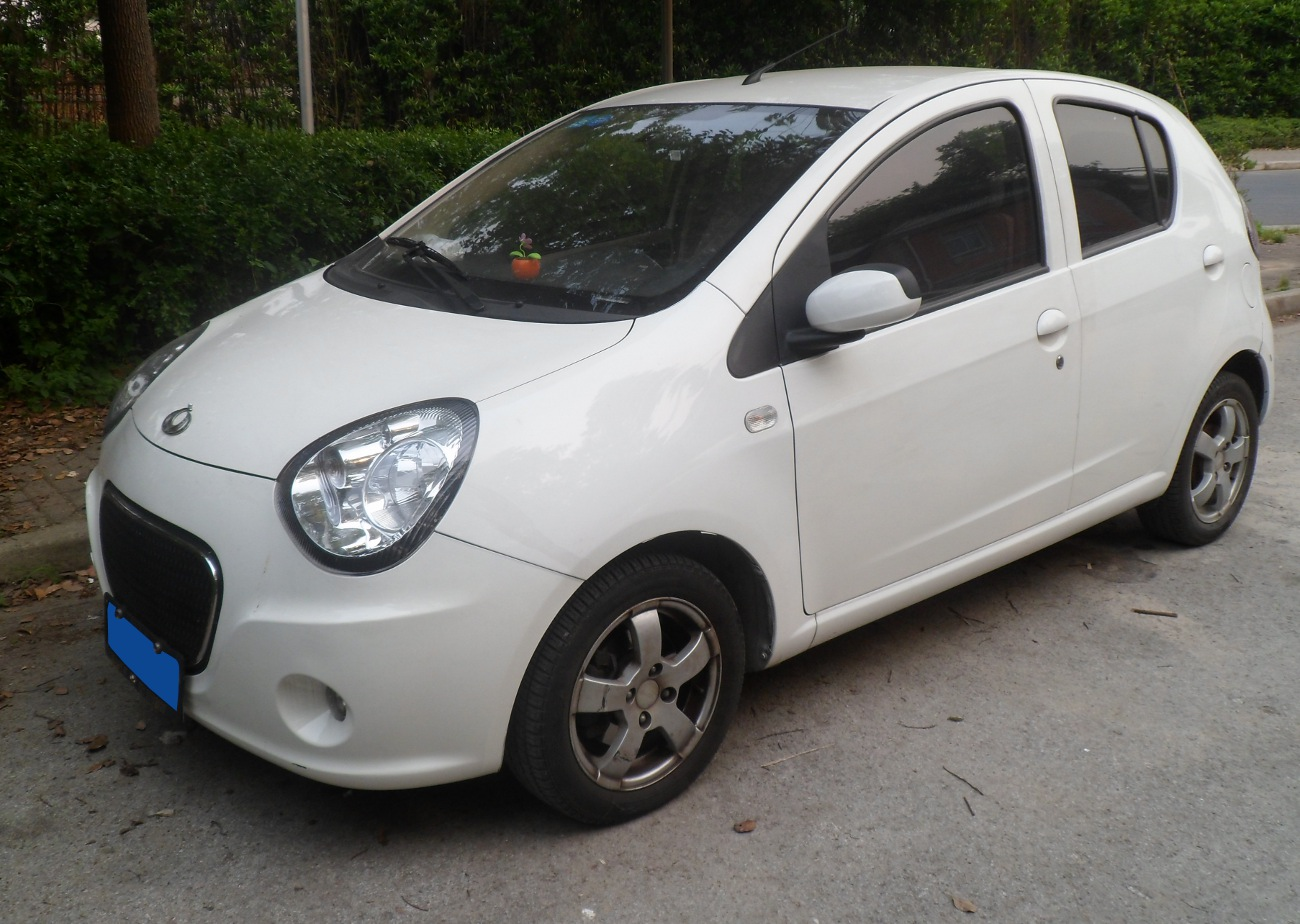
Gleagle Panda
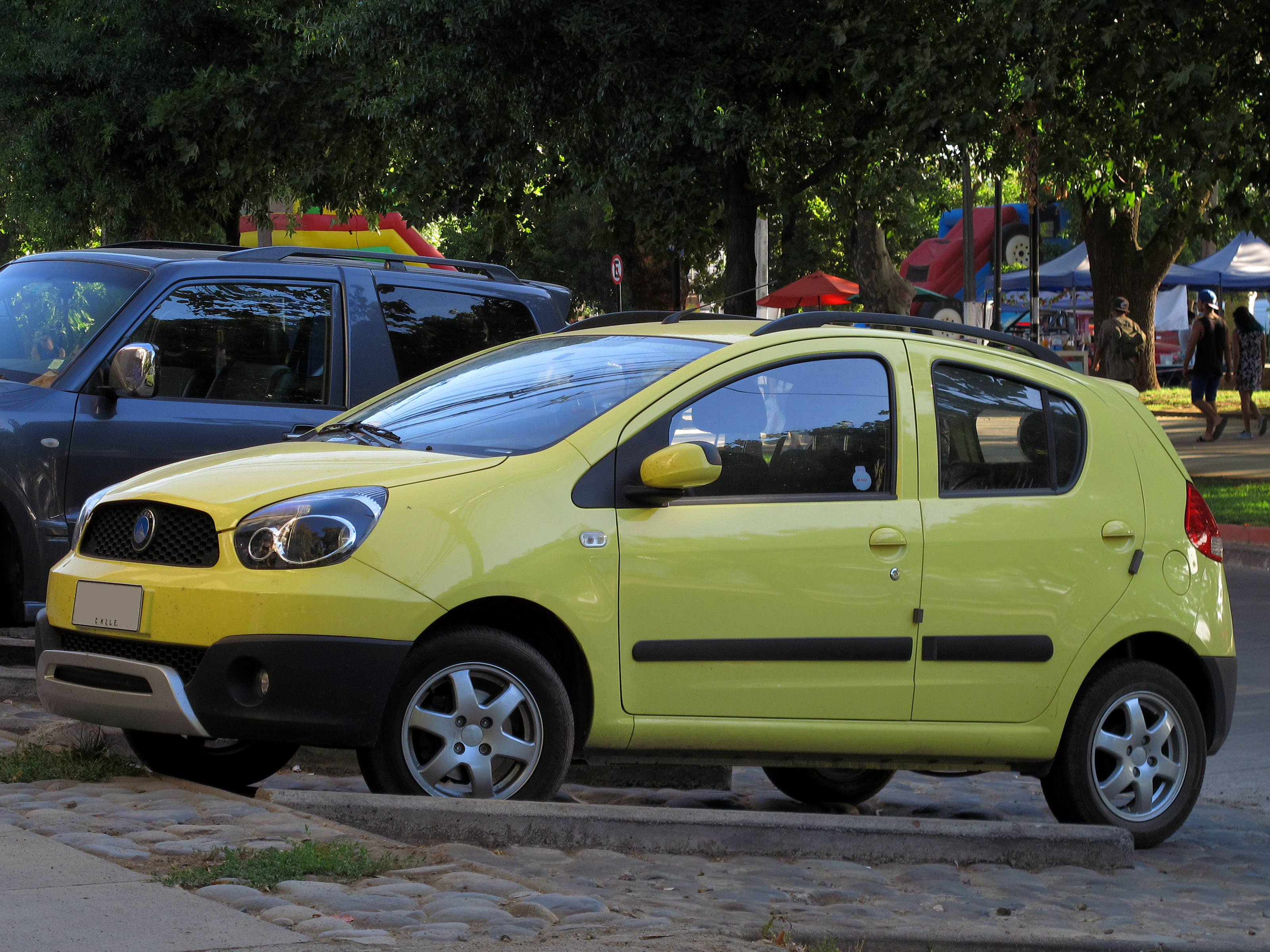
Geely LC Cross
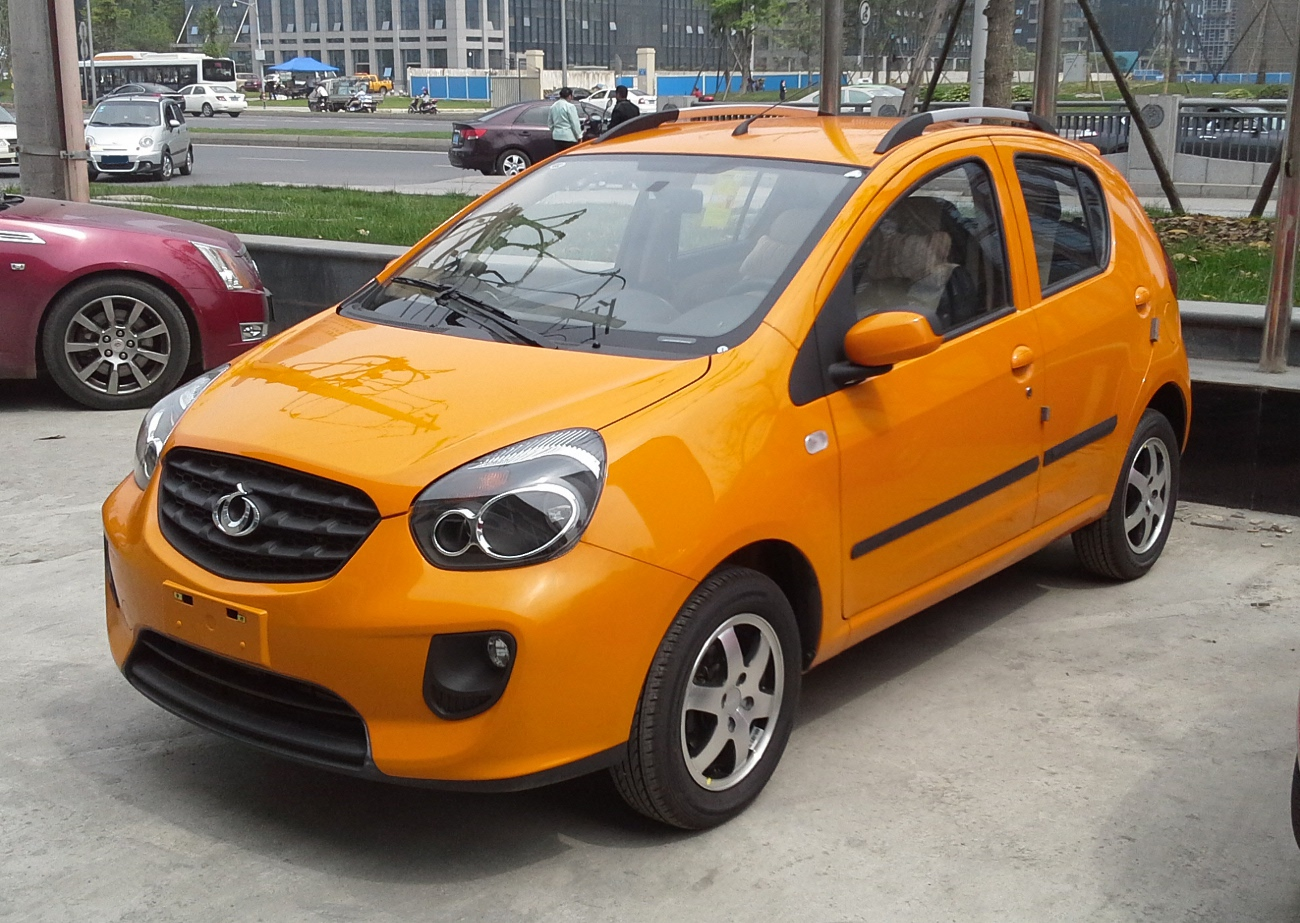
Gleagle GX2
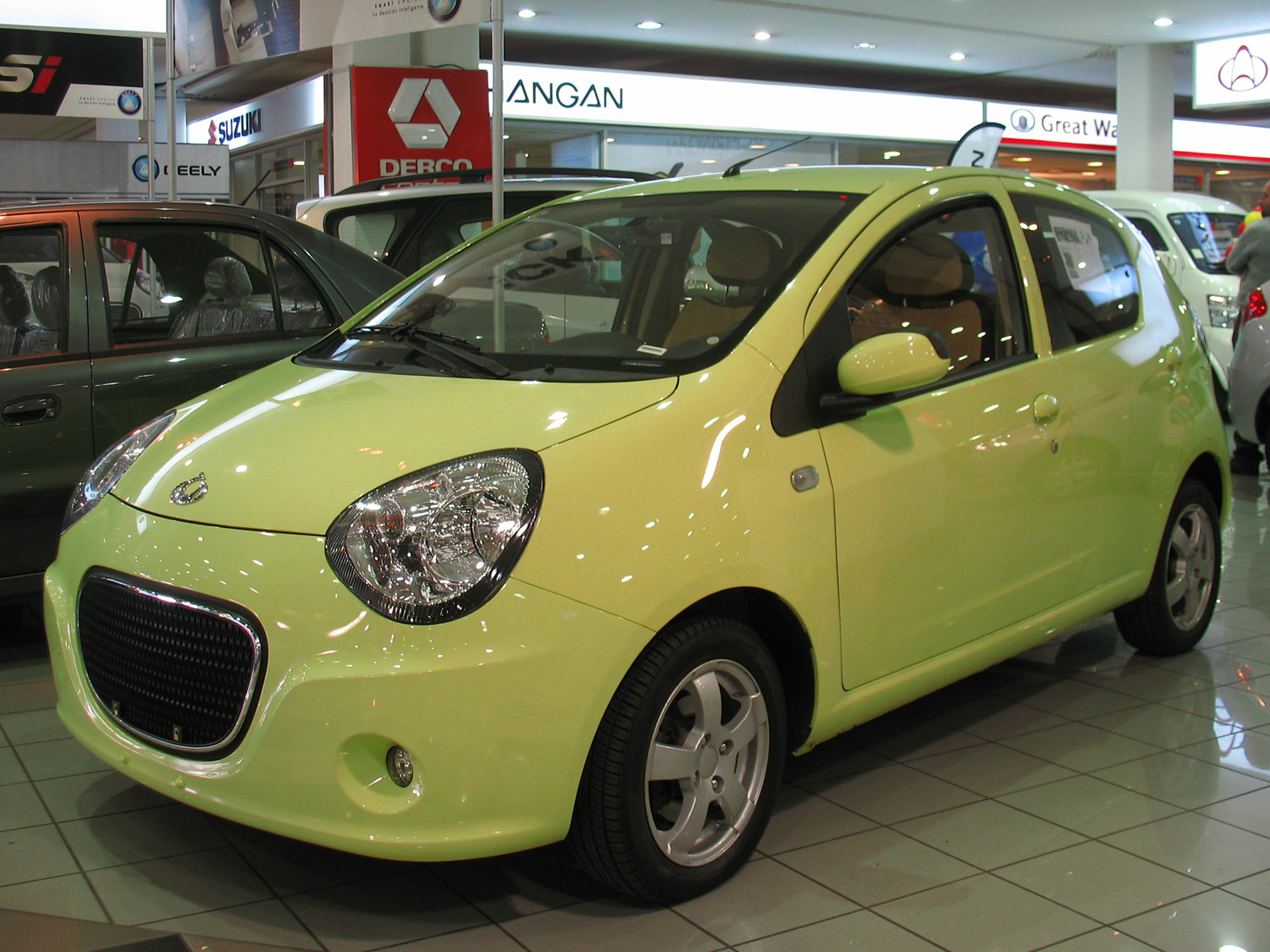
2011 Geely LC
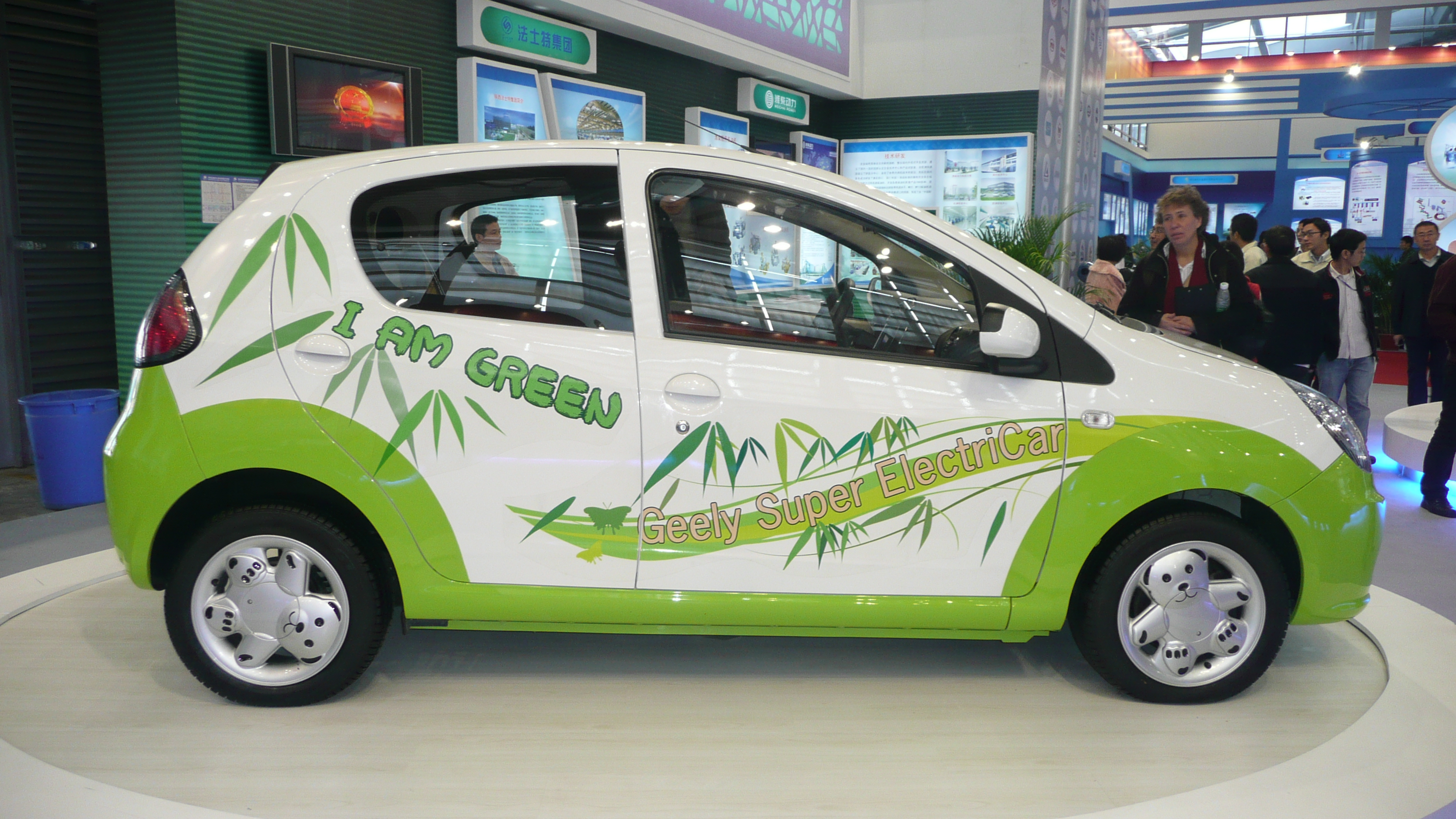
Electrocar Panda 2009 (Radkappen beachten!)
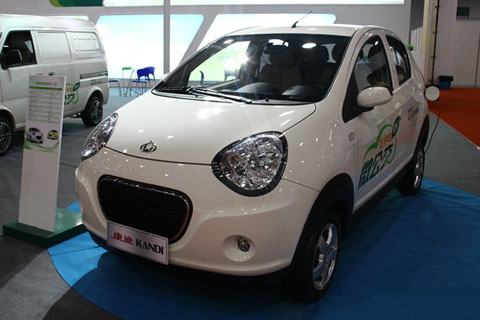
Geely-Kandi Panda EV
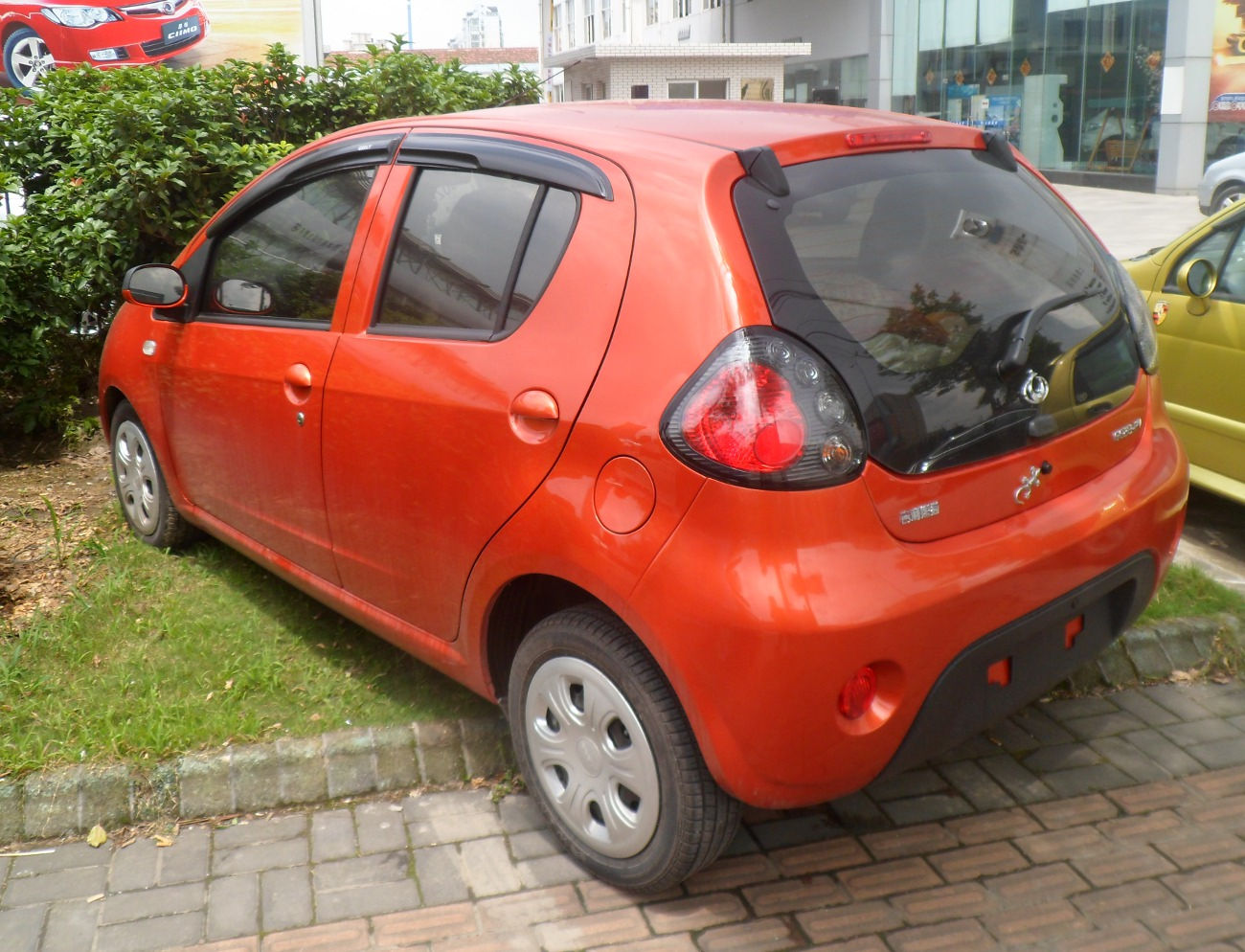
Gleagle Panda

## tobe M'car
Der tobe M'car war ein Kleinstwagen des taiwanischen Herstellers Yulon unter der Automobilmarke tobe und wurde seit dem 17. November 2009 im taiwanischen Miaoli als erster Pkw der Marke hergestellt. Der Markenname leitet sich aus der von William Shakespeare stammenden Frage To be, or not to be, ab. Yulon vertrieb nur die besser ausgestatteten Versionen mit Motoren ab 1,3 Liter und plante, jährlich etwa 8.000 bis 10.000 Einheiten des Modells zu produzieren. Der EV, was für Electric Vehicle steht, repräsentierte die Elektromodellvariante von Yulon. 2013 wurde die Fertigung in Taiwan eingestellt, seit Dezember 2016 wird auch die Facebook-Seite nicht mehr gepflegt.

## Geely/Gleagle Panda/LC/GC2
Serienproduktion und Vertrieb in der Volksrepublik China erfolgten über Geely, dort als Geely Panda nach dem chinesischen Nationaltier – dem „Großen Panda“. Vorgestellt wurde der Geely Panda 2006, Produktionsstart war 2008, im Sommer 2010 wurde er von Geely modernisiert. Der Wagen trug mit GlobalEagle Panda oder kurz Gleagle Panda als erstes Modell den Namen von Geelys neuer Automobilmarke für das mittlere Preissegment. Etwas später wurde er als Gleagle GC2 verkauft, bevor 2014 die getrennten Marken aufgegeben und der Wagen wieder als Geely angeboten wurde. Zumindest für den Export wurde er auch als Geely LC vermarktet, 2016 wurde die Produktion bei Geely eingestellt, seit 2012 oder 2016 besteht/bestand eine Fertigung in Uruguay. Eine modernisierte Version des Panda Cross als gemeinsamer Nachfolger für Panda und Panda Cross wird 2019 als Geely Vision X1 verkauft.

## Geely LC Cross bzw. Gleagle GX2
Auf Basis dieses Wagens gab es ebenfalls ein Soft-SUV unter den Bezeichnungen Gleagle GX2, Geely LC Cross, möglicherweise Geely Panda Cross.

## Geely EK-2
Im Jahr 2014 wurde der Geely EK-2 mit einem reinen Elektroantrieb mit 93-PS-Elektromotor und LiFePO4-Antriebsbatterien in den chinesischen Markt (chinesisches Festland) eingeführt.

## Lynx Nanoq
In Dänemark trägt die Elektroversion des Modells, die auf eine Zusammenarbeit zwischen Geely und den dänischen Batteriespezialisten Lynx zurückgeht, den Namen Lynx Nanoq. Auch im sonstigen Europa sollte das Fahrzeug unter diesem Namen in einigen Ländern bereits angeboten werden. Der Modellname für die europäische Modellversion entstammt dem Kalaallisut und bedeutet übersetzt „Eisbär“. Auf anderen Märkten wird das Modell angeblich auch unter dem Namen Lynx 1 angeboten. Die Elektroversion wird von einem 40 kW starken Elektromotor angetrieben. Die Energie für den Antrieb wird in einem Lithium-Polymer-Akkumulator mit einer Ladekapazität von 21 kWh von Lynx LTO gespeichert. Die maximale Reichweite soll bei 215 km liegen, während die mögliche Höchstgeschwindigkeit über 130 km/h betragen soll. Der Verkauf auf dem europäischen Markt sollte im Frühjahr 2010 beginnen. Tatsächlich ist von dem Modell wohl nur eine begrenzte Kleinstserie aufgelegt worden.

## Technische Daten
|                                             | 1.0 MT                       | 1.3 MT                       | 1.3 AT                       | 1.5 AT                       |
| ------------------------------------------- | ---------------------------- | ---------------------------- | ---------------------------- | ---------------------------- |
| Bauzeitraum                                 | 2006–2017                    | 2006–2017                    | 2006–2017                    | 2006–2017                    |
| Motorkenndaten                              |                              |                              |                              |                              |
| Motortyp                                    | JL3G10                       | MR479Q                       | MR479Q                       | MR479QA                      |
| Motorbauart                                 | R3-Ottomotor                 | R4-Ottomotor                 | R4-Ottomotor                 | R4-Ottomotor                 |
| Steuerung                                   | DOHC – 4 Ventile je Zylinder | DOHC – 4 Ventile je Zylinder | DOHC – 4 Ventile je Zylinder | DOHC – 4 Ventile je Zylinder |
| Hubraum                                     | 997 cm³                      | 1342 cm³                     | 1342 cm³                     | 1498 cm³                     |
| max. Leistung bei min−1                     | 50 kW (68 PS) bei 6000       | 63 kW (86 PS) bei 6000       | 63 kW (86 PS) bei 6000       | 69 kW (94 PS) bei 6000       |
| max. Drehmoment bei min−1                   | 88 Nm bei 3600               | 110 Nm bei 5200              | 110 Nm bei 5200              | 128 Nm bei 3400              |
| Kraftübertragung                            |                              |                              |                              |                              |
| Antrieb                                     | Vorderradantrieb             | Vorderradantrieb             | Vorderradantrieb             | Vorderradantrieb             |
| Getriebe, serienmäßig                       | 5-Gang-Schaltgetriebe        | 5-Gang-Schaltgetriebe        | 4-Gang-Automatikgetriebe     | 4-Gang-Automatikgetriebe     |
| Messwerte                                   |                              |                              |                              |                              |
| Höchstgeschwindigkeit                       | 145 km/h                     | 155 km/h ??                  | 155 km/h ??                  | 155 km/h ??                  |
| Beschleunigung, 0–100 km/h                  | 15,0 s                       | 14,0 s                       | 16,0 s ??                    | 16,0 s ??                    |
| Leergewicht                                 | 937 kg                       | 985 kg                       | 985 kg                       | 1000 kg                      |
| Kraftstoffverbrauch auf 100 km (kombiniert) | 5,3 l Super                  | 6,9 l Super                  | 7,1 l Super                  | 7,1 l Super                  |
| Tankinhalt                                  | 35 l                         | 35 l                         | 35 l                         | 35 l                         |
| Abgasnorm                                   | China IV                     | China IV                     | China IV                     | China IV                     |